# 玛丽·西姆·博伊德

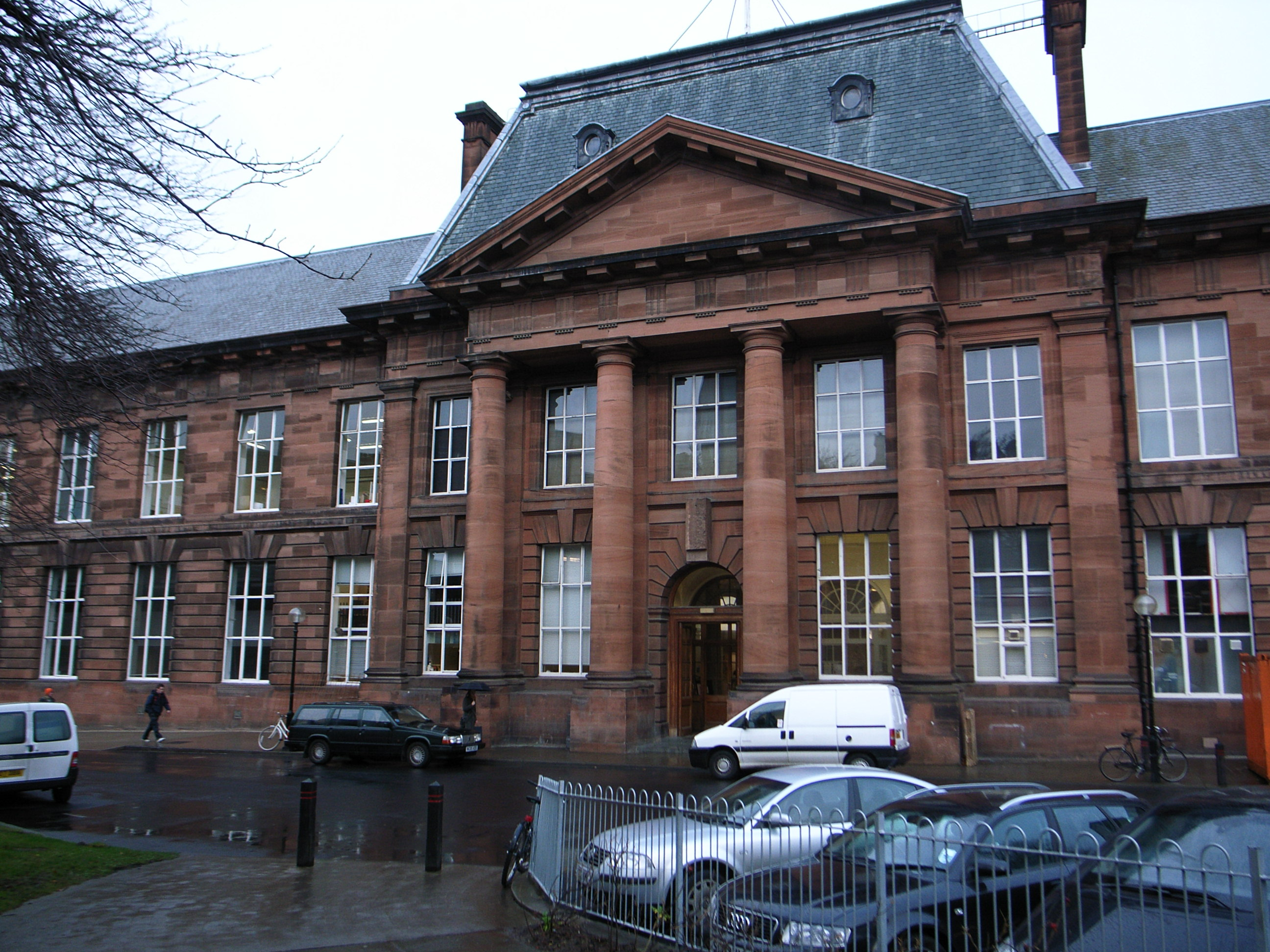
爱丁堡艺术学院，玛丽·西姆·博伊德曾于1929年至1933年在此学习

玛丽·西姆·博伊德（英語：Mary Syme Boyd，1910年8月15日—1997年10月30日），苏格兰艺术家、雕塑家，曾于1929至1933年在爱丁堡艺术学院学习。 她以动物雕塑而闻名，曾在苏格兰皇家学院 （RSA）和皇家格拉斯哥研究所（RGI）展出作品。

## 早期经历和教育背景
玛丽·西姆·博伊德1910年出生于爱丁堡。 她的母亲是克拉拉·康斯坦斯·莱珀（Clara Constance Lepper，1875年－1961年)，来自安特里姆郡；父亲是弗朗西斯·达比·博伊德（Francis Darby Boyd，1866年－1922年），爱丁堡大学的临床医学教授。
1929年至1933年，她在爱丁堡艺术学院学习，并得以接触到一座小动物园，学院鼓励学生在那里进行生命研究。博伊德对动物的迷恋成为她整个职业生涯的主要题材。
就和她的同事、爱丁堡艺术学院的校友菲利斯·伯恩一样，博伊德获得了一项游学奖学金，并于1931年至1932年间赴巴黎学习。 期间，她师从著名的动物雕塑家埃德瓦·纳维里尔（Edouard  Navellier），并学到了青铜铸造技术。
1934年，博伊德获得了另一项奖学金，于是前往丹麦、瑞典、德国、比利时和法国游学。 《苏格兰女性传记词典》中说，“她记录了欧洲之行和战时服役的日记是重要的资料。” 在旅行中，她主要研究现代雕塑，同时也学习白蠟制品、丹麦银器和教堂木雕。 同年晚些时候，博伊德回到爱丁堡，定居在Belford Mews地区，直到去世。
博伊德创作了许多艺术作品；她一生未婚无子；她在欧洲游学和战时服役期间留下了日记。除此之外，人们对她的生平知之甚少。有记述提到过“她对驾驶的热爱和对苏格兰高地的探索”。
1997年10月30日，她在在爱丁堡去世，与姐姐莱斯比亚·博伊德（Lesbia Boyd）合葬在迪恩公墓。她的坟墓非常靠近公墓主入口，位于东西向中央小径的南侧。  她父母的坟墓就在旁边，墓石由她亲手雕刻。有些记录说，她只在自己的碑石上刻上了自己的名字和下葬的日期。但事实上她的名字不是雕刻上去的，而是像她姐姐的名字（在她的名字上方）一样，是预先塑形、安装在碑石上的铅铸字。

## 职业生涯
1935年到1963年间，博伊德在 Belford Mews 14号的一间起居工作室里工作。 在伦敦闪电战期间，她加入了伦敦辅助救护车服务，暂停了雕塑工作。
博伊德曾在苏格兰皇家艺术学院、英国皇家格拉斯哥研究所和苏格兰艺术家协会展出作品。她的雕塑材质包括石膏、青铜、银器、木雕和石头， 作品主题有自然主义动物研究与寓言主题。 她也接受了许多基督教会的委托进行创作，例如为科斯托芬的圣玛丽主教教堂创作的雕塑。

## 著名作品（以展出年份排序）

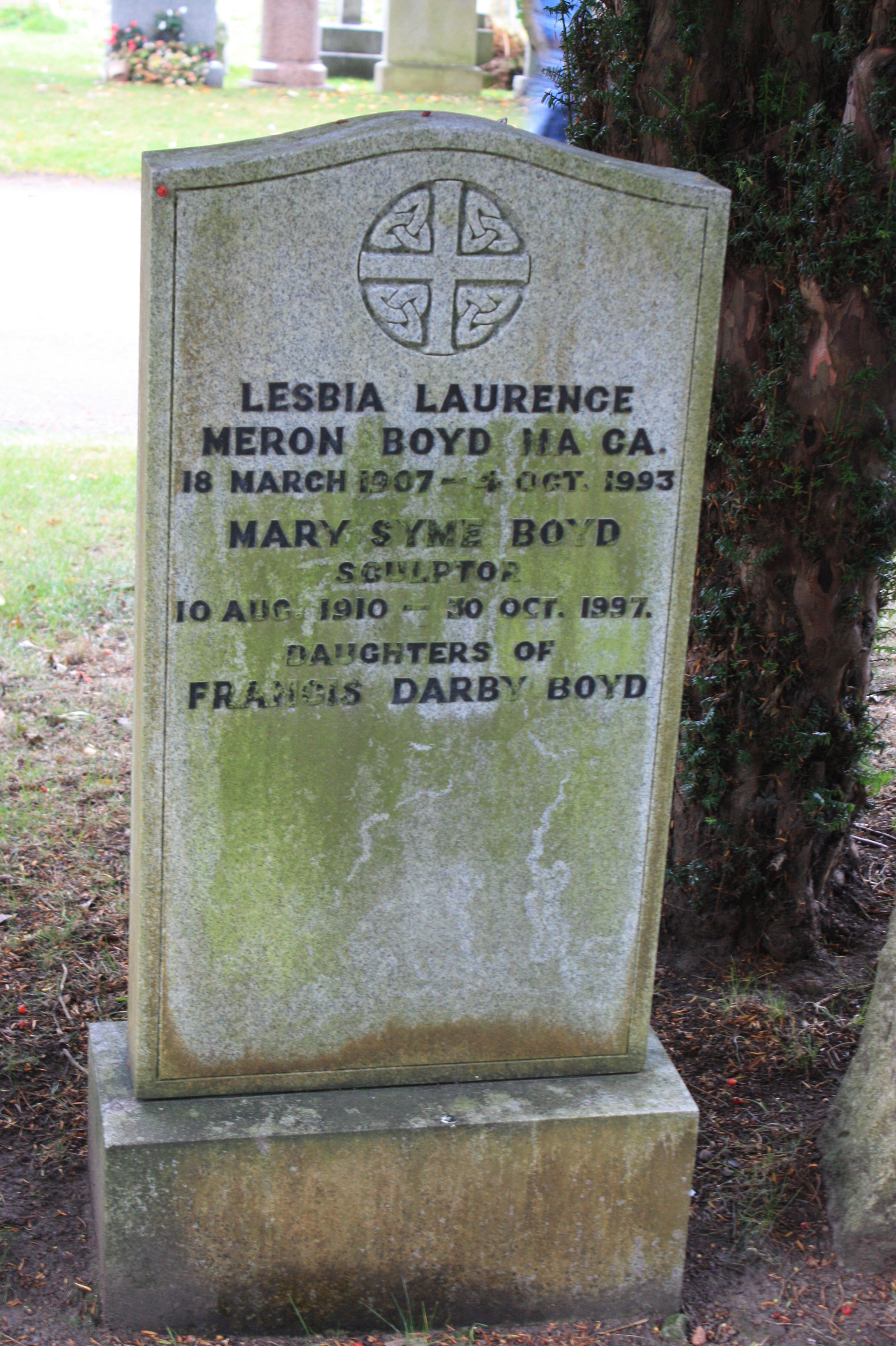
玛丽·西姆·博伊德的坟墓，位于迪恩公墓

- 月亮 —— 一只白猫（Moon - a white cat，1935年）
- 野猪（The wild boar，1935年）
- 红隼 （The kestrel，1935年）
- 猫的研究（Study of a Cat，约1935年）
- 舞者（Dancers，1936年）
- Kestrel carved in Sabique（1936年）
- 猛禽（Bird of prey，1945年）
- 十字车站（Station of the cross，1951年）[3]

博伊德把《红隼》作为遗赠，捐献给苏格兰国立美术馆作为她一生的代表作。 
“鸟类雕塑的常见形式是一只在岩层露头上展开双翅的猎鸟，爪中抓着一只扭动的小猎物，或者与另一只鸟进行领地斗争。 然而，博伊德的《红隼》避开了这些正统的叙事性形象，转而采用现代主义的原则，选择将这种鸟描绘成一种温和的生物。 《红隼》用木头雕刻而成，它简单的线条和未经装饰的表面表明，博伊德意识到了现代主义中的‘truth to materials’理念。这一理念当时主要由亨利·摩尔（Henry Moore）和芭芭拉·赫普沃斯（Barbara Hepworth）倡导。”
遗赠中还包括另外两座雕塑：一座是伊丽莎白·丹普斯特的作品，另一座是乔治·科尔比的作品。